# هربرت جاي سويت
هربرت جاي سويت (بالإنجليزية: Herbert J. Sweet)‏ هو عسكري أمريكي، ولد في 8 أكتوبر 1919 في هارتفورد في الولايات المتحدة، وتوفي في 18 يونيو 1998 في مقاطعة أرلنغتون في الولايات المتحدة بسبب فشل تنفسي.